# متحف الفن الإيطالي
متحف الفن الإيطالي (بالإسبانية: Museo de Arte italiano)‏؛ متحف عام، يقع في مدينة ليما عاصمة بيرو وهو تحت إدارة معهد الثقافة الوطنية. كما أنه متحف الفنون الأوروبية الوحيد في بيرو.

## التاريخ
كان متحف الفن الإيطالي هدية من الجالية الإيطالية في بيرو، بمناسبة الذكرى المئوية للاستقلال في عام 1921، حيث تم الافتتاح الرسمي في 11 نوفمبر 1923.
بعد سنوات عديدة من العمل  أدار المتحف المعهد الوطني للثقافة بالبيرو في عام 1972.  تلقى المتحف تبرعات من الفنانين الإيطاليين المعاصرين، وتمت زيادة المجموعة الدائمة إلى 35 عملًا فنيًا بين عامي 1989 و1990.  منذ عام 1991، بذلت جهود كبيرة لتوسيع المتحف وإعادة تجديده وتقييمه، حيث تم اتخاذ عدة خطوات بفضل الدعم المستمر للسفارة الإيطالية وجمعية أصدقاء متحف الفن الإيطالي.

## أقسام المتحف
يضم المتحف ساحة كبيرة ومواقف للسيارات و6 غرف لعرض مجموعته الدائمة والمعارض المؤقتة التي تقام هناك. كما يتميز المتحف بإحدى واجهاته بغرفة زجاج ملون كبيرة مستوحاة من لوحة بريمافيرا بوتيتشيلي.
ومن خلال المتحف يتم تمثيل الفن الإيطالي القديم من عناصر من الهندسة المعمارية برامانتي ؛ ونقوش وتفاصيل زخرفية مستوحاة من Donatello وGhiberti وMichelangelo وBotticelli. كما تحمل واجهات المتحف المدن الإيطالية الرئيسية وبفسيفساء من البندقية مع أشهر الرجال في تاريخ إيطاليا.

### مجموعة دائمة
يحتوي المتحف على مجموعة دائمة والتي كان مسؤولًا عنها الفنان الإيطالي ماريو فانيني بارينتي، الذي حصل عليها من أكثر من 200 عمل فني أصلي، بما في ذلك المنحوتات واللوحات والرسومات والمطبوعات والسيراميك.  لذلك يتم تمثيل فن جميع المناطق الإيطالية. ومعظم المجموعة من بدايات القرن العشرين.

## خدمات
يضم المتحف على مكتبة مهمة مع العديد من المعلومات والكتب حول الفنانين الإيطاليين، وكذلك حول تاريخهم. كما يحتوي المتحف على بعض المواد السمعية والبصرية حول مقتنياته. إضافة إلى كتالوج من أكثر من 300 صفحة مع معلومات كاملة عن 313 عملًا فنيًا تنتمي إلى المجموعة الدائمة، والسير الذاتية للفنانين الإيطاليين الذين تعرض أعمالهم الفنية فيه.

## زيارات إرشادية للمكفوفين
يقدم المتحف منذ عام 1998 زيارات إرشادية للمكفوفين. وهذه الخدمة الفريدة هي جزء من فلسفة المتحف لتقديم الفن والثقافة لجميع الناس. مع قفازات خاصة يمكنهم لمس مجموعة المنحوتات البرونزية والرخامية، وهي تجربة فريدة لا يشعرون بها سوى من لمس الأعمال الفنية، وهي في المقابل ممنوعة لعامة الناس.

## جمعية أصدقاء متحف الفن الإيطالي
يتطلب المتحف كحال جميع المتاحف رعاية المعروضات وترميم دائم، والنفقات تعتبر كبيرة جدًا لمثل هذه الأعمال. لهذا السبب ومن أجل المساهمة والحفاظ على المتحف في بهائه الأصلي، تم إنشاء جمعية أصدقاء متحف الفن الإيطالي في عام 1991، بمبادرة من السفير الإيطالي في بيرو. والغرض الرئيسي منها هو تعزيز جميع الأنشطة التي تساعد على الحفاظ على  القطع الأثرية في المتحف وتجديدها.

## معارض مؤقتة
يعد المتحف واحد من أهم الأماكن المشهورة في بيرو، لذلك أقيمت فيه العديد من المعارض المؤقتة الهامة فيه مثل "جوتو دي بوندوني في عام 2004  والتي تضمنت نسخة طبق الأصل من كنيسة سكروفيني، إضافة إلى معرض "Del mito al sueño" في 2008 و2009 والذي تضمن 30 نحاتًا من ستة أساتذة أوروبيين هم: أوغوست رودان، سلفادور دالي، إدغار ديغاس، إميل أنطوان بورديل، بيير أوغست رينوار وجورجيو دي شيريكو.

## روابط خارجية
- المعهد الوطني للثقافة
- زيارة المكفوفين لمتحف الفن الإيطالي